# Corea del Sud ai Giochi della XXIII Olimpiade
La Corea del Sud partecipò ai Giochi della XXIII Olimpiade, svoltisi a Los Angeles, Stati Uniti, dal 28 luglio al 12 agosto 1984, con una delegazione di 175 atleti impegnati in diciannove discipline.

## Medaglie
| Medaglia | Nome          | Sport         | Evento           |
| -------- | ------------- | ------------- | ---------------- |
| Argento  | Corea del Sud | Pallacanestro | Torneo Femminile |

## Risultati

### Pallacanestro
- Donne

| Atleta | Classifica |
| --- | ---------- |
| V · D · M Nazionale sudcoreana - Pallacanestro ai Giochi della XXIII Olimpiade - Torneo femminile 4 Choe A. · 5 Park Y. · 6 Kim E. · 7 Lee H. · 8 Choe G. · 9 Lee M. · 10 Mun · 11 Kim H. · 12 Jeong · 13 Kim Y. · 14 Seong · 15 Park C. · All. Sin Dong-pa | Argento    |
| Nazionale sudcoreana - Pallacanestro ai Giochi della XXIII Olimpiade - Torneo femminile |            |
| 4 Choe A. · 5 Park Y. · 6 Kim E. · 7 Lee H. · 8 Choe G. · 9 Lee M. · 10 Mun · 11 Kim H. · 12 Jeong · 13 Kim Y. · 14 Seong · 15 Park C. · All. Sin Dong-pa                                                                                                   |            |